# Red Steagall
Russell 'Red' Steagall (Gainesville, 22 december 1938) is een Amerikaanse acteur, musicus, songwriter en vertolker van de genres country- en western.

## Jeugd
Steagall bereed wilde stieren tijdens rodeo's tijdens zijn tienerjaren, maar op 15-jarige leeftijd werd hij getroffen door polio. Hij begon gitaar en mandoline te spelen als actieve therapie om de kracht en vaardigheden van zijn armen en handen te herstellen. Hij startte een carrière in de agrarische scheikunde na het voltooien van een studie aan de West Texas State University met een graad in dierwetenschappen en landbouwkunde. Daarna hield hij zich bezig als bestuurder binnen de muziekbusiness in Hollywood en bracht hij de laatste 40 jaar door als artiest, songwriter en tv- en filmpersoonlijkheid. Hij beheert momenteel kantoren buiten Fort Worth, waar hij is betrokken bij de productie van films en tv-shows.

## Carrière

### Televisie en radio
Steagall had talrijke optredens bij georganiseerde tv-shows als Hee Haw en Nashville on the Road. Hij hield zich ook vier jaar bezig als gastheer van de landelijke tv-uitzending van National Finals Rodeo, was gastheer bij de Winston Pro Tour bij ESPN voor het seizoen 1985 en was co-organisator van de College National Finals Rodeo voor het Freedom Sports Network van 1988 tot 1991. Hij was ook gastheer van Western Theater bij America One Television.
Steagall presenteert momenteel de een uur durende radioshow Cowboy Corner bij 170 stations in 43 staten. Cowboy Corner prijst het leven van het Amerikaanse westen via gedichten, songs en verhalen van de Amerikaanse cowboy. In 2010 begon In the Bunkhouse with Red Steagall uit te zenden bij het RFD tv-netwerk. Vanaf 2017 presenteerde Steagall Red Steagall is Somewhere West of Wall Street voor dezelfde zender. Zijn vriendelijke houding en aanzienlijke muzikale talent maakten hem tot een landelijke favoriet.
Sinds 1991 presenteert Steagall de jaarlijkse Red Steagall Cowboy Gathering in het Stockyards National Historic District van Fort Worth. 

### Film
Steagall had een hoofdrol in de film Benji the Hunted, die werd uitgebracht in de zomer van 1987. Hij was ook te zien in de films Dark Before Dawn en Abilene. Hij produceerde de film Big Bad John met Jimmy Dean, Jack Elam, Ned Beatty en Bo Hopkins onder regie van Burt Kennedy.

### Muziek
In 1975 ontdekte hij de toen nog onbekende Reba McEntire en verbond haar het daaropvolgende jaar aan Mercury Records. Hij ontdekte haar toen ze het nationale volkslied ten gehore bracht tijdens de National Rodeo Finals-competitie in Oklahoma City. Een jaar later in oktober 1977, bracht McEntire haar eerste album uit bij Mercury Records, maar de meeste van haar albums bij Mercury werden commerciële flops. In 1984 pakte ze de draad weer op met het album My Kind of Country.
Steagall bracht zijn nieuwe album Here We Go Again uit in augustus 2007, met duetten met Toby Keith, Reba McEntire, Charley Pride, Ray Benson, Neal McCoy, Larry Gatlin en Charlie Daniels. Dit album was vernoemd naar zijn nummer Here We Go Again, waar de Amerikaanse rhythm-and-blueszanger Ray Charles in 1967 een grote hit mee scoorde.
In mei 2011 bracht Bunkhouse Press Steagalls cd Dreamin of……When the Grass Was Still Deep uit, met acht songs en twee gedichten.

## Onderscheidingen
Steagall won de Wrangler Award voor originele muziek vijf keer:
- 1993: voor zijn Warner Western-album Born to This Land.
- 1995: voor zijn Warner Western-album Faith and Values.
- 1997: voor zijn Warner Western-album Dear Mama, I'm a Cowboy.
- 1999: voor Love of the West

In het najaar van 2002 bracht Steagall zijn 20e album Wagon Tracks uit, dat de Wrangler Award won van het National Cowboy and Western Heritage Museum.
De Texas Legislature benoemde Steagall in april 1991 tot Official Cowboy Poet of Texas. Hij was een vroege deelgenoot bij de American Cowboy Culture Association, die elke september het jaarlijkse National Cowboy Symposium and Celebration houdt in Lubbock. Hij is ook de officiële Cowboy Poet Laureate van San Juan Capistrano.
In 1999 werd Steagall opgenomen in de Texas Trail of Frame.
In april 2003 werd hij opgenomen in de Hall of Great Westerners at the National Cowboy and Western Heritage Museum in Oklahoma City.
In januari 2004 ontving hij de Spirit of Texas Award en werd hij opgenomen in de Texas Cowboy Hall of Fame in Fort Worth.
In april 2005 werd hij opgenomen in de Texas Rodeo Cowboy Hall of Fame in Belton.
Hij werd in het voorjaar van 2005 benoemd tot 2006 Poet Laureate of the State of Texas in het Capital in Austin. Steagall is de eerste cowboy-dichter, die werd onderscheiden tot Poet Laureate of Texas.

## Verder
Steagall is beheerder van de Pro Rodeo Hall of Champions, erelid van de Cowboy Artists of America en gewezen commissie-voorzitter van de Academy of Country Music. 

## Discografie

### Singles
- 1972: Party Dolls and Wine
- 1972: Somewhere, My Love
- 1973: True Love
- 1973: If You've Got the Time
- 1973: The Fiddle Man
- 1974: This Just Ain't My Day (For Lettin' Darlin' Down)
- 1974: I Gave Up Good Mornin' Darling
- 1974: Finer Things in Life
- 1974: Someone Cares for You
- 1975: She Worshipped Me
- 1976: Lone Star Beer and Bob Wills Music
- 1976: Truck Drivin' Man
- 1976: Rosie (Do You Wanna Talk It Over)
- 1977: Her L-O-V-E's Gone
- 1977: I Left My Heart in San Francisco
- 1977: Freckles Brown
- 1977: The Devil Ain't a Lonely Woman's Friend
- 1978: Hang On Feelin'
- 1978: Bob's Got a Swing Band in Heaven
- 1979: Goodtime Charlie's Got the Blues
- 1980: 3 Chord Country Song
- 1980: Dim the Lights and Pour the Wine
- 1980: Hard Hat Days and Honky Tonk Nights

### Albums
- 1972: Party Dolls and Wine (Capitol Records)
- 1973: Somewhere My Love (Capitol Records)
- 1973: If You've Got the Time, I've Got the Song (Capitol Records)
- 1974: Finer Things in Life (Capitol Records)
- 1976: Lone Star Beer and Bob Wills Music (ABC/Dot)
- 1976: Texas Red (ABC/Dot)
- 1977: For All Our Cowboy Friends (ABC/Dot)
- 1978: Hang On Feelin' (ABC/Dot)
- 1979: It's Our Life (Tractor)
- 1982: Cowboy Favorites (Delta)
- 1986: Red Steagall (Dot/MCA)
- 1993: Born to This Land (Warner Western)
- 1995: Faith and Value (Warner Western)
- 1996: Cowboy Code (Eagle)
- 1997: Dear Mama I'm a Cowboy  (Warner Western)
- 1999: Love of the West (Warner Western)
- 2002: Wagon Tracks (Shanachie)
- 2006: The Wind, the Wire and the Rail (Wildcatter)
- 2007: Here We Go Again (Wildcatter)
- 2011: Dreamin' of.....When The Grass Was Still Deep (Bunkhouse Press )

- Bibliothèque nationale de France: cb14229664j (data)
- International Standard Name Identifier: 0000 0000 2426 0123
- Library of Congress Control Number: n80153377
- MusicBrainz: 5d8a25ec-d792-48d4-906d-c255d0fb640c
- SNAC: w6x37w9p
- Virtual International Authority File: 13622748
- WorldCat: E39PBJpdMJcfjr8rpJmVHD8grq